# 岩手県高等学校一覧
岩手県高等学校一覧（いわてけんこうとうがっこういちらん）とは、岩手県の高等学校の一覧。
全日制課程の存在しない高等学校については、定時制は「○○高等学校｛定時制｝」通信制は「○○高等学校｛通信制｝」定時制・通信制共に存在する場合は、定時制表記で記載する。

## 国立高等学校

### 一関市
- 一関工業高等専門学校

## 公立高等学校

### 県立高等学校

#### 盛岡広域振興圏

##### 盛岡市
- 岩手県立盛岡第一高等学校
- 岩手県立盛岡第二高等学校
- 岩手県立盛岡第三高等学校
- 岩手県立盛岡第四高等学校
- 岩手県立盛岡工業高等学校
- 岩手県立盛岡商業高等学校
- 岩手県立杜陵高等学校｛定時制｝

##### 八幡平市
- 岩手県立平舘高等学校

##### 滝沢市
- 岩手県立盛岡北高等学校
- 岩手県立盛岡農業高等学校

##### 岩手郡
- 岩手県立雫石高等学校（雫石町）
- 岩手県立沼宮内高等学校（岩手町）
- 岩手県立葛巻高等学校（葛巻町）

##### 紫波郡
- 岩手県立南昌みらい高等学校（矢巾町）
- 岩手県立紫波総合高等学校（紫波町）

#### 県南広域振興圏

##### 奥州市
- 岩手県立水沢高等学校
- 岩手県立前沢高等学校
- 岩手県立岩谷堂高等学校
- 岩手県立水沢農業高等学校
- 岩手県立水沢工業高等学校
- 岩手県立水沢商業高等学校
- 岩手県立杜陵高等学校奥州校｛定時制｝

##### 一関市
- 岩手県立一関第一高等学校
- 岩手県立一関第二高等学校
- 岩手県立千厩高等学校
- 岩手県立大東高等学校
- 岩手県立花泉高等学校
- 岩手県立一関工業高等学校

##### 花巻市
- 岩手県立花巻北高等学校
- 岩手県立花巻南高等学校
- 岩手県立大迫高等学校
- 岩手県立花北青雲高等学校
- 岩手県立花巻農業高等学校

##### 北上市
- 岩手県立黒沢尻北高等学校
- 岩手県立北上翔南高等学校
- 岩手県立黒沢尻工業高等学校

##### 遠野市
- 岩手県立遠野高等学校
- 岩手県立遠野緑峰高等学校

##### 胆沢郡
- 岩手県立金ケ崎高等学校（金ケ崎町）

##### 和賀郡
- 岩手県立西和賀高等学校（西和賀町）

#### 沿岸広域振興圏

##### 釜石市
- 岩手県立釜石高等学校
- 岩手県立釜石商工高等学校

##### 宮古市
- 岩手県立宮古高等学校
- 岩手県立宮古北高等学校
- 岩手県立宮古商工高等学校
- 岩手県立宮古水産高等学校

##### 大船渡市
- 岩手県立大船渡高等学校
- 岩手県立大船渡東高等学校

##### 陸前高田市
- 岩手県立高田高等学校

##### 気仙郡
- 岩手県立住田高等学校（住田町）

##### 上閉伊郡
- 岩手県立大槌高等学校（大槌町）

##### 下閉伊郡
- 岩手県立岩泉高等学校（岩泉町）
- 岩手県立山田高等学校（山田町）

#### 県北広域振興圏

##### 久慈市
- 岩手県立久慈高等学校
  - 岩手県立久慈高等学校長内校｛定時制｝
- 岩手県立久慈翔北高等学校門前校舎

##### 二戸市
- 岩手県立福岡高等学校
- 岩手県立北桜高等学校工業校舎

##### 九戸郡
- 岩手県立大野高等学校（洋野町）
- 岩手県立種市高等学校（洋野町）
- 岩手県立軽米高等学校（軽米町）
- 岩手県立伊保内高等学校（九戸村）
- 岩手県立久慈翔北高等学校野田校舎（野田村）

##### 二戸郡
- 岩手県立北桜高等学校総合校舎（一戸町）

### 市町村立高等学校

#### 盛岡広域振興局

##### 盛岡市
- 盛岡市立高等学校

## 私立高等学校

### 盛岡広域振興圏

#### 盛岡市
- 岩手高等学校
- 岩手女子高等学校
- 江南義塾盛岡高等学校
- 盛岡白百合学園高等学校
- 盛岡スコーレ高等学校
- 盛岡誠桜高等学校
- 盛岡大学附属高等学校
- 盛岡中央高等学校

### 県南広域振興圏

#### 奥州市
- 水沢第一高等学校

#### 一関市
- 一関学院高等学校
- 一関修紅高等学校

#### 花巻市
- 花巻東高等学校

#### 北上市
- 専修大学北上高等学校